# Boubacar Diallo (filmmaker)
Boubacar Diallo (Ouagadougou, 31 december 1962) is een Burkinees filmmaker en schrijver.

## Biografie
Diallo is de zoon van een dierenarts. Hij studeerde Economie aan de École Supérieure des Sciences Économiques in Ouagadougou. Op 21-jarige leeftijd publiceerde hij zijn eerste korte verhalen. Hij brak zijn studie af om zich op het schrijven te richten. Hij verkreeg bekendheid als redacteur van het satirische weekblad Journal du Jeudi dat hij in augustus 1991 in Ouagadougou oprichtte.
Vanaf 2004 maakte hij films, waarvan Traque à Ouaga de eerste was. Vanaf 2006 produceerde hij de misdaad-televisieserie Série noire à Koulbi.
In 2013 ontving hij op het Panafrikaans Festival van Ouagadougou voor Film en Televisie voor Congé de mariage de Prix Spécial du CSC.

## Werken

### Film
- 2003: Une longue traversée
- 2004: Traque à Ouaga
- 2004: Sofia, romantische komedie
- 2005. Saana
- 2005: Dossier brûlant. Deense co-productie
- 2005: Code phénix
- 2006: L'or des younga
- 2006: La belle, la brute et le berger
- 2007: Mogo puissant
- 2008: Sam le caïd
- 2009: Coeur de lion
- 2010: Clara
- 2011: Julie & Roméo
- 2012: Le foulard noir
- 2013: Congé de mariage

### Televisie
- 2006: Série noire à Koulbi
- 2010: Omar & Charly

- Bibsys: 90836968
- Bibliothèque nationale de France: cb130924528 (data)
- CiNii: DA12061192
- Gemeinsame Normdatei: 1185613692
- International Standard Name Identifier: 0000 0001 2148 5981
- Library of Congress Control Number: n93111873
- Réseau des bibliothèques de Suisse occidentale: 02-A003178188
- Système universitaire de documentation: 031951384
- Virtual International Authority File: 116561676
- WorldCat: E39PBJghmXfKdcjyxRQBJC8Qv3